# Machimus sestertius
Machimus sestertius är en tvåvingeart som beskrevs av Martin 1975. Machimus sestertius ingår i släktet Machimus och familjen rovflugor. Inga underarter finns listade i Catalogue of Life.